# Сыченков, Николай Максимович
Николай Максимович Сыченков (19 декабря 1925, Москва, РСФСР, СССР — 18 октября 2012, Махачкала, Дагестан, Россия) — советский и российский актёр театра.
Заслуженный артист Российской Федерации (2001). Народный артист Республики Дагестан (1996).

## Биография

### Детство
Николай Максимович Сыченков родился 19 декабря 1925 года в городе Москве. 

### Фронтовая жизнь
Участник Великой Отечественной войны, особенно отличился в боях с японскими захватчиками, как написано в наградном: "Метким огнем из своего орудия убил 3 самураев", был тяжело ранен.

### Учёба
В 1954 году окончил актёрскую студию при областном драматическом театре им. Шевченко города Измаила (педагог — Кисец М. И.).

### Творчество
Работал в Областном драматическом театре им. Т. Шевченко города Измаила, Вышневолоцком театре и Северо-Осетинском русском театре имени Вахтангова. С конца 1960-х годов играл в Дагестанском русском драматическом театре им. Горького, где работал в течение 45 лет и создал около ста ролей. Кроме этого, работал на местном телевидении и радио.
Работал с режиссерами: Г. Затворницкий, К.К. Какшто, И.Н. Лукин, П.Н. Розанов, В.И. Шеремеев.
Актерскую деятельность совмещал с работой на Дагестанском телевидении и радио.
Николай Максимович имел хорошие вокальные данные. В некоторых постановках он исполнял песни.

### Смерть
Умер 19 октября 2012 года в Махачкале. Николай Максимович до последнего дня работал в театре. Похоронен в городе Махачкале.

## Семья
- Отец — Максим Николаевич Сыченков, был близок к окружению С. М. Кирова. Погиб в 1937 году (брошен под поезд).
- Мать — Наталья, домохозяйка.
- Николай Сыченков был дважды женат.
- Вторая жена — Людмила, Заслуженный деятель культуры Дагестана. Она с 1962 по 2018 год была заведующей труппой Русского театра в Махачкале. Сейчас на пенсии. Живёт в Москве
- Дети от первого брака — Наталья.
- Дети от второго брака — 
  - Сын, Сергей. Сергей Петрович Баранов (его пасынок) работал корабельным электриком. Участвовал в дальних плаваниях. Живёт в Москве.
  - Дочь, Светлана. Светлана Николаевна окончила исторический факультет ДГУ в Махачкале. Также имеет профессиональное музыкальное образование (окончила Махачкалинскую музыкальную школу и Кишиневскую консерваторию). Оперная певица. В 1995 году переехала в Бухарест.
    - Внук, Левицкий Максим Александрович. Программист. Живёт в Кракове, в Польше.

## Признание и награды
- Орден Красной Звезды
- Орден Отечественной войны
- Заслуженный артист России (21 ноября 2001)[3]
- Народный артист Республики Дагестан (1996)

## Театральные работы
- «Анджело Падуанский» (Гюго В.) — Анджело
- «Царь Фёдор Иоаннович» (Толстой А. К.) — Борис Годунов
- «Вишнёвый сад» (Чехов А. П.) — Лопахин
- «Старик» (Горький М.) — Мастаков
- «Ретро» (Галин А.) — Чмутин
- «Неоконченный концерт» по поэме Р. Гамзатова — чтец
- «Ханума» (Б. Рацер и В. Константинов) — Микич
- «Самоубийца» (Н. Эрдман) — Виктор Викторович
- «Дядя Ваня» (Чехов А. П.) — профессор Серебряков
- «Зыковы» (М. Горький) — Муратов
- «Энергичные люди» (В. Шукшин) — Чернявый
- «Барабанщица» (А. Салынский) — Федор
- «Берег» (Ю. Бондарев) — Никитин
- «Играем Стриндберга» (Ф. Дюрренматт) — Курт
- «Полоумный Журден» (М. Булгаков) учитель музыки
- «Удивительное представление» (3. Хиясов) — профессор

## Фильмография
- Похождения графа Невзорова — эпизод

## Память
22 декабря 2015 года в Махачкале, в Русском театре прошел вечер памяти заслуженного артиста России Николая Сыченкова, приуроченный к 90-летию со дня рождения.